# Чабарівська сільська рада
Чабарі́вська сільська́ ра́да — адміністративно-територіальна одиниця та орган місцевого самоврядування в Гусятинському районі Тернопільської області. Адміністративний центр — село Чабарівка.

## Загальні відомості
- Територія ради: 24,657 км²
- Населення ради: 1 200 осіб (станом на 2001 рік)
- Територією ради протікає річка Муха

## Населені пункти
Сільській раді підпорядковані населені пункти:
- с. Чабарівка

## Склад ради
Рада складається з 16 депутатів та голови.
- Голова ради: Ступак Леся Василівна
- Секретар ради: Хомета Ганна Петрівна

### Керівний склад попередніх скликань
| Прізвище, ім'я, по батькові | Основні відомості                                                                     | Дата обрання | Дата звільнення |
| --------------------------- | ------------------------------------------------------------------------------------- | ------------ | --------------- |
| Гадюк Петро Антонович       | Сільський голова, 1959 року народження, член Всеукраїнського об'єднання «Батьківщина» | 26.03.2006   | 01.04.2007      |
| Ступак Леся Василівна       | Сільський голова, 1955 року народження, освіта вища, позапартійна                     | 26.08.2007   | 31.10.2010      |
| Ступак Леся Василівна       | Сільський голова, 1955 року народження, освіта вища, позапартійна                     | 31.10.2010   |                 |

Примітка: таблиця складена за даними сайту Верховної Ради України

### Депутати
За результатами місцевих виборів 2010 року депутатами ради стали:

#### За суб'єктами висування
| Суб'єкт висування | Кількість обраних депутатів | %   |
| ----------------- | --------------------------- | --- |
| Самовисування     | 16                          | 100 |

#### За округами
| № округу | Прізвище, ім'я, по батькові  | Дата визнання обраним | Освіта           | Партійна приналежність | Відомості про обраного депутата                               |
| -------- | ---------------------------- | --------------------- | ---------------- | ---------------------- | ------------------------------------------------------------- |
| 1        | Дейкало Іван Володимирович   | 02.11.2010            | вища             | позапартійний          | тимчасово не працює                                           |
| 2        | Чорний Петро Антонович       | 02.11.2010            | вища             | позапартійний          | приватний підприємець                                         |
| 3        | Фірман Галина Михайлівна     | 02.11.2010            | вища             | позапартійна           | Управління агропромислового розвитку РДА, головний спеціаліст |
| 4        | Миндра Іван Богданович       | 24.12.2012            | вища             | позапартійний          | СФГ «Марія», комбайнер зернозбиральної техніки                |
| 5        | Хомета Степан Михайлович     | 24.12.2012            | незакінчена вища | позапартійний          | Гусятинський коледж ТНДТУ ім. Полюя, студент                  |
| 6        | Скотніцький Йосип Михайлович | 02.11.2010            | середня          | позапартійний          | тимчасово не працює                                           |
| 7        | Миколишин Оксана Герогіївна  | 02.11.2010            | вища             | позапартійна           | приватний підприємець                                         |
| 8        | Комарніцький Петро Йосипович | 02.11.2010            | середня          | позапартійний          | приватний підприємець                                         |
| 9        | Гуменюк Леся Іванівна        | 02.11.2010            | вища             | позапартійна           | фельдшерсько-акушерський пункт, завідувачка                   |
| 10       | Сабадах Галина Антонівна     | 02.11.2010            | вища             | позапартійна           | загальноосвітня школа І-ІІ ст. с. Чабарівка, директор         |
| 11       | Хомета Ганна Петрівна        | 02.11.2010            | середня          | позапартійна           | Сільська рада, бухгалтер                                      |
| 12       | Джаман Ярослав Зіновійович   | 02.11.2010            | вища             | позапартійний          | приватний підприємець                                         |
| 13       | Сабадах Тарас Васильович     | 02.11.2010            | вища             | позапартійний          | Управління економіки РДА, головний спеціаліст                 |
| 14       | Ткач Марія Миколаївна        | 02.11.2010            | середня          | позапартійна           | Сільська рада, землевпорядник                                 |
| 15       | Криницька Ганна Петрівна     | 02.11.2010            | середня          | позапартійна           | пенсіонер                                                     |
| 16       | Скакун Микола Петрович       | 02.11.2010            | середня          | позапартійний          | Будинок культури, директор                                    |